# Orde van de Heilige
De Orde van de Heilige van Patiala ("Gurughar Manya Mandal" in het Engels "Order of the Holy Saint" genoemd) is een ridderorde van de indertijd machtige Indische vorstenstaat Patiala. De naar de voorlaatste guroe van de Sikhs, Goeroe Gobind Singh, genoemde ridderorde werd in 1936 ingesteld door Z.H. Luitenant-generaal Farzand-i-Khas-i-Dalaut-i-Inglishia Mansur-i-Zaman Amir-ul-Umra Maharajadhiraja Rajeshwar Sri Mahera-i-Rajagan Bhupendra Singh, Maharadja van Patiala de feodale heerser van het vorstendom Patiala.
De orde heeft een enkele graad en werd voor verdiensten toegekend. De vorst was een Sikh en een aanhanger van Goeroe Gobind Singh. Dat de orde voor Sikhs bestemd was en de Orde van Krishna, genoemd naar een Hindoe-god bestemd was voor de hindoeïstische onderdanen van de Maharadja worden door de statuten van de beide orden gelogenstraft. Godsdienst wordt in de statuten niet genoemd.
De aanduiding van de graden is typisch Europees maar de versierselen zijn in stijl duidelijk Voor-Indisch. Er is een Souverein van de orde en er is een Grootmeester. Er mochten niet meer dan vijf leden zijn maar het aantal buitengewone leden, regerende vorsten, hun echtgenoten en hun kroonprinsen, was onbeperkt.
In de Orde van de Heilige heeft de Maharadja een "Grote Orde" naar Europees model ingesteld. De orde lijkt daarmee op de Orde van de Kouseband of de Orde van de Olifant.

## De versierselen
Het kleinood is een rond medaillon in een vierkante witte omlijsting. Om die lijst zijn rozerood geëmailleerde gouden rozen en witte lotusbloemen geschikt. Op het medaillon staat in het Gurmukhi het motto "EK ONKAR DEG TEGHFATEH" oftewel "GOD IS ÉÉN GRATIE KRACHT OVERWINNING". Onder het medaillon staat op een lint "SACHE PADSHAH" oftewel "DE WARE KONING".

Er is geen verhoging, de gouden tiara, een drievoudige kroon, van de maharadja's van Patiala is weggelaten. Op het beschilderde medaillon is de in lotushouding zittende goeroe met een stralenkrans en een duif op de hand weergegeven.
De ster heeft vier blauwe en daartussen vier gouden punten van ieder zeven stralen. Op het centrale medaillon met blauwe rand is het hoofd van de goeroe met een stralenkrans afgebeeld. Op de als een geknoopte kousenband vormgegeven ring staat in gouden letters het motto "EK ONKAR DEG TEGHFATEH".

Op de diagonale stralen liggen twee gekruiste gouden pijlen. Als verhoging is een gouden valk aangebracht op de bovenste blauwe stralen.
Er is een kostbare keten bekend bestaande uit de vier symbolen van de Goeru. De symbolen, een door een pijl doorboorde lap stof, een in dit geval sterk op een valk gelijkende duif op een krans, hartsvangers en kromzwaarden op een witte cirkel verbonden met een dubbele gouden ketting. Ook bij de keten wordt geen kleinood met drievoudige kroon als verhoging gedragen. Er is een kleinere keten bekend. Misschien was het als keten in de prinsengrote voor jongens bedoeld maar het kan een keten voor dames zijn. In de statuten is sprake van het decoreren van de echtgenotes van vreemde heersers.
Het 100 millimeter brede lint is geel met een smalle blauwe streep langs de rand en eindigt op de heup in een rozet op een brede strik. Er is een smal grootlint van slechts 65 millimeter breedte in plaats van de gebruikelijke 100 millimeter. Misschien was het als lint in de prinsengrote voor jongens bedoeld maar het kan een dameslint zijn. In de statuten is sprake van het decoreren van de echtgenotes van vreemde heersers.
Net als in de Britse orden kregen de officieren van de orde een eigen insigne. Zo kreeg de kanselier een kleinood met daarboven twee sleutels, de secretaris een kleinood met boek met twee ganzenpennen. Deze tekenen van hun ambt werden aan een smal lint om de hals gedragen.
De onderscheiding werd niet aan Britten uitgereikt. De Britse bestuurders van de Raj mochten geen geschenken en zeker geen ridderorden aannemen van de quasi onafhankelijke Indiase vorsten. De vorsten stonden bekend om hun enorme rijkdom maar zij werden door de ambtenaren van de Britse onderkoning scherp in de gaten gehouden.De regering maakte bezwaar tegen het bestaan van ridderorden in de vorstenstaten maar zij zag het bestaan ervan door de vingers zolang als er geen Britten in die ridderorden werden opgenomen. In een enkel geval heeft men gesanctioneerd dat een politieman een medaille van een Inlandse vorst ontving.
In 1947 werden de vorsten gedwongen om hun staten deel te laten uitmaken van de republiek India. In de "actie polo" greep het Indiase leger in opdracht van Nehru de macht in de zelfstandige rijken als Haiderapur en Patiala. De vorsten kregen een pensioen en zij bleven enige tijd een ceremoniële rol spelen. Hun ridderorden mochten niet worden gedragen in India maar voor zover het om gebruik binnen de familie en het hof ging werd het dragen van de orden van een maharadja door de vingers gezien.